# Goobuntu
Ne doit pas être confondu avec Gobuntu.

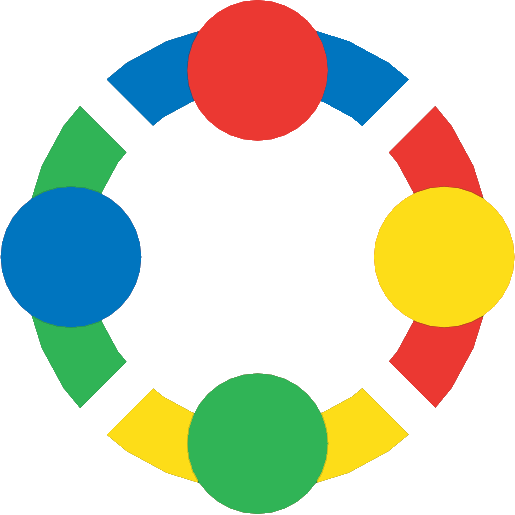
le logo de Goobuntu à la base

Goobuntu est le nom d'une distribution Linux basée sur Ubuntu pour l'usage interne des employés de la société américaine Google (son nom est d'ailleurs un mot-valise construit à partir des noms « Google » et « Ubuntu »).

## Projet
Google et Mark Shuttleworth (créateur d'Ubuntu) ont confirmé que Google utilise une version interne d'Ubuntu, légèrement modifiée pour qu’elle puisse correspondre à ses besoins. Ils ont tous les deux démenti toute planification visant à rendre disponibles ces changements au travers d’une distribution publique à l'extérieur de l'entreprise.
Shuttleworth a cependant indiqué que plusieurs des corrections et changements effectués par Google sont en cours d’intégration à la distribution Ubuntu officielle. Il a également rappelé aux lecteurs que parmi les employés de l’entreprise Google, si certains utilisent cette version modifiée d’Ubuntu, d’autres utilisent des versions modifiées de différentes distributions Linux (Mandriva Linux, Red Hat, SuSE, Debian ou autres), ainsi que le système d'exploitation Microsoft Windows.
Thomas Bushnell a expliqué lors du dernier "Ubuntu Developper Summit" comment était utilisé Ubuntu chez Google et présentait cette dernière sous l’appellation Goobuntu. Il s'agit donc d'une version retravaillée par Google se basant sur une version LTS et disposant de son propre dépôt, ainsi que certaines modifications telles que la suppression du report automatique des bug de manière à éviter la fuite d'informations.

## Abandon
Annoncé à DebConf17 en août 2017, Goobuntu, basé sur Ubuntu 14.04 LTS, va être abandonné, et sera remplacé par une distribution basée sur Debian 10 Buster.
Goobuntu sera donc remplacé par gLinux.